# Osaczony (komedia)
Osaczony – komedia Edwarda Lubowskiego w pięciu aktach. Prapremiera odbyła się w Warszawie 5 maja 1886.

## Treść
Tytuł utworu odnosi się do głównego bohatera – Władysława Wrzeckiego. Wrzecki jest zakochany z wzajemnością w pannie Jadwidze. Sam jednak jest obiektem uczuć hrabiny Izabeli, która pragnie nawiązać z nim romans, a gdy się to nie udaje - rozpoczyna zemstę. Hrabina rozpowiada na temat Wrzeckiego różne oszczerstwa, nastawia przeciw niemu dziennikarza i niweczy jego szanse na zwycięstwo w wyborach na posła. Nie zyskuje jednak nic poza wyrzutami sumienia, a jej intrygi zostają zdemaskowane.